# Alexandre Pais
Alexandre Pais (Lisboa, 1946) é um jornalista português retirado.

## Carreira
Em 2019, foi distinguido com o Prémio Nacional Bento Pessoa, como "referência do jornalismo e fundador de jornais desportivos", que recusou receber por motivos pessoais.
Dirigiu, entre 2003 e 2013, o diário desportivo Record, editado em Portugal, de que foi colunista até 2023, atividade que exerce também no diário generalista Correio da Manhã. De 2004 a 2018 escreveu semanalmente na newsmagazine Sábado, cujo conselho editorial integrou. Foi ainda comentador, entre 2013 e 2017, das rubricas Mercado e Hora Record, da CMTV, televisão por cabo do Correio da Manhã.
Iniciou a atividade jornalística no trissemanário Mundo Desportivo, em agosto de 1964, com a reportagem dos Jogos da FISEC de Gerona, Espanha, dos quais participou como jogador da seleção nacional de juniores de voleibol, e como porta-bandeira da delegação portuguesa no desfile inaugural. 
Dirigiu o diário 24 Horas, o semanário Tal & Qual, os semanários desportivos Off-Side e Jornal do Belenenses, e as revistas Mundial, Élan, Tomorrow, Teenager e Dona. 
Foi repórter do semanário Sempre Fixe, redator e editor do Diário de Lisboa, subchefe de redação do diário Jornal Novo, chefe de redação do diário Portugal Hoje e da revista Alcance, e chefe de departamento de novas iniciativas e diretor editorial da TV Guia. Colaborou com a revista Foot e com o diário Destak, e ganhou o Troféu Gandula (os Melhores do Desporto) por cinco anos consecutivos (1982 a 1986). 
Escreveu Capitães de Abril, em dois volumes, da Editora Amigos do Livro, em 1974. 
Trabalhou igualmente na rádio de 1964 a 1976, tendo sido comentarista da Tarde Desportiva da Rádio Renascença. Chefiou a secção de Desporto, a repartição de Tratamento e Publicação, e a redação do Jornal da Tarde da Emissora Nacional de Radiodifusão (mais tarde RDP, hoje RTP), da qual foi ainda diretor de informação.
Edita, desde 2010, o blogue Quinta do Careca.